# 美環街
美環街（英語：Mei Wan Street）是一條位於香港荃灣柴灣角的街道，它西起荃景圍，東接西樓角路，其中段近荃景圍體育館的位置接連通往曹公潭的照潭徑。美環街全長約545米，屬一雙線雙程行車街道，毗鄰區內大型私人屋苑愉景新城。
美環街的上方建有一條連接愉景新城和港鐵荃灣站的冷氣開放的密封式行人天橋。雖然，天橋可遮風擋雨，可謂造福愉景新城的住客，但亦有其他的觀點，認為地產商興建架空行人天橋，抹殺行人探索四周環境的機會，造成曹公潭一帶的人文風貌皆鮮為人知。

## 沿途景物

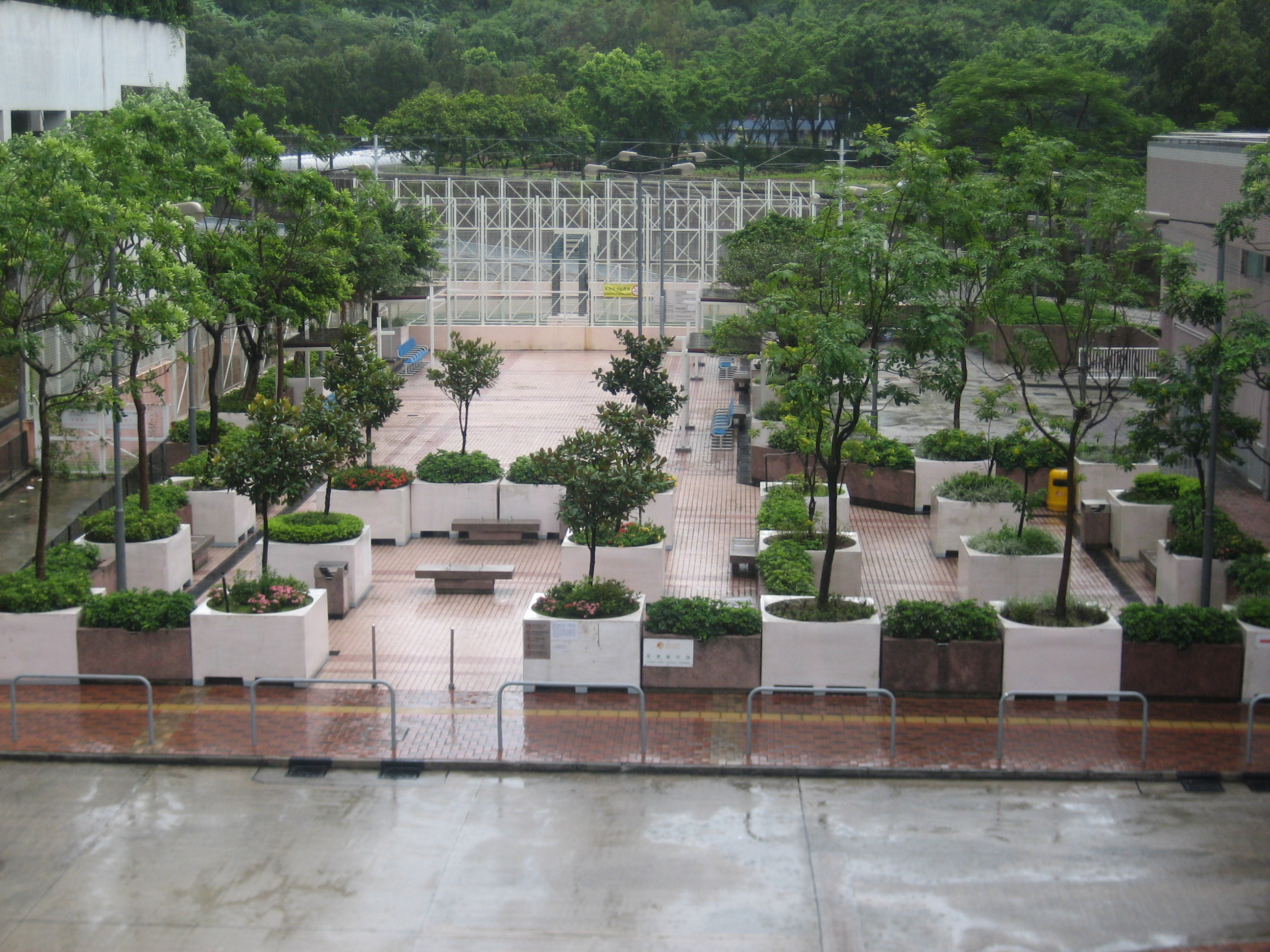
荃景圍花園

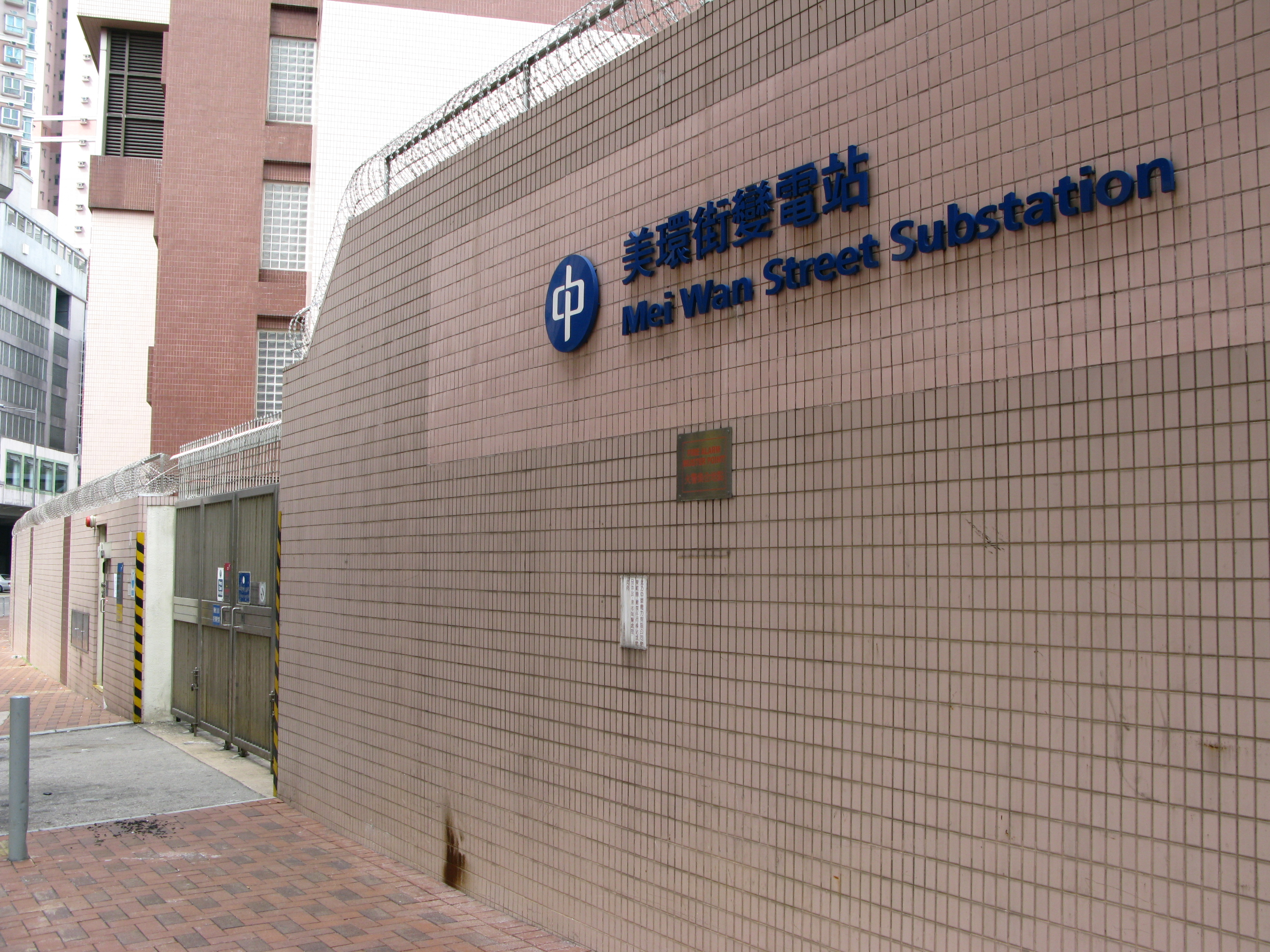
中華電力美環街變電站

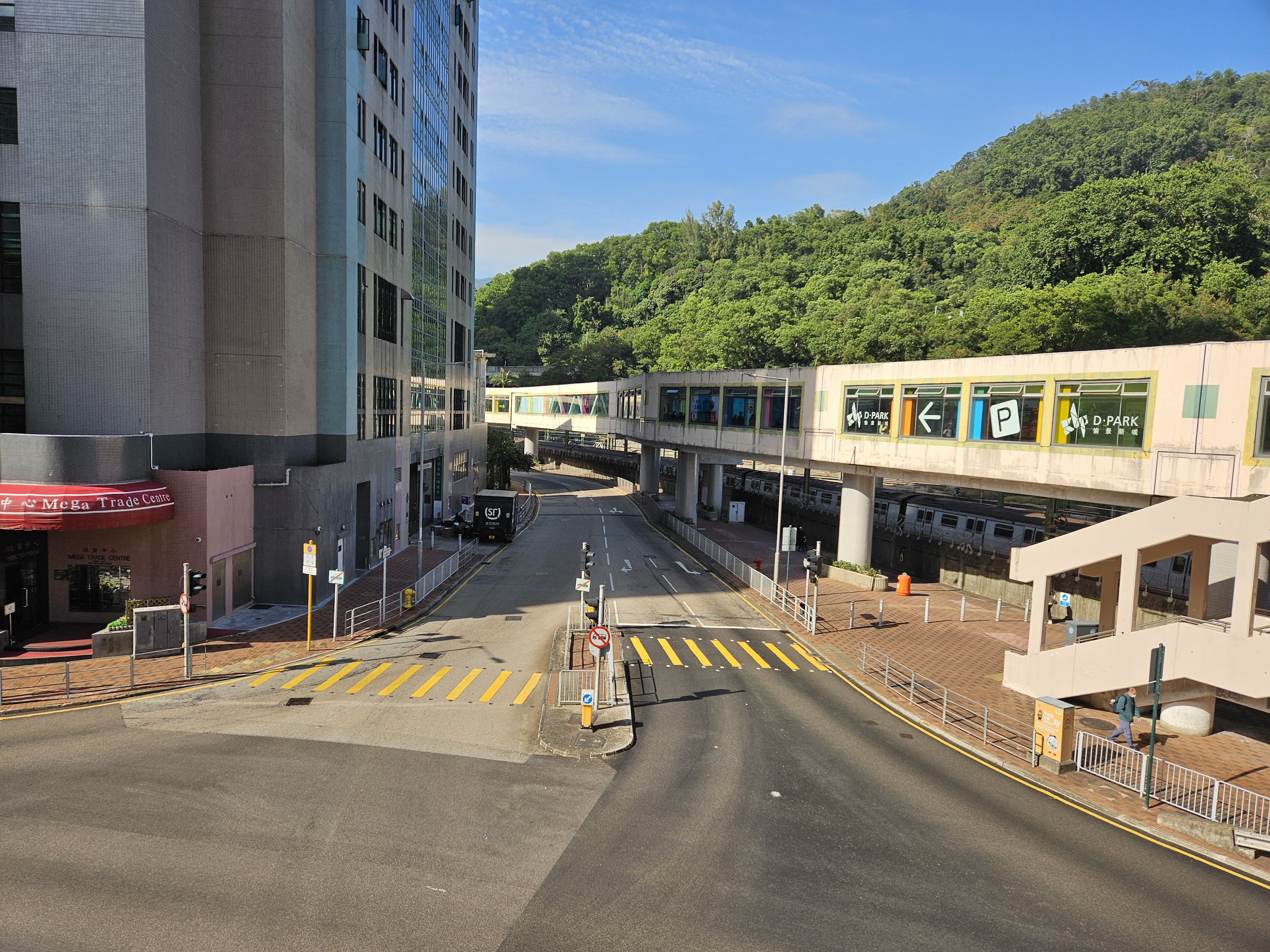
美環街與西樓角路交界，近時貿中心

- 荃景圍
- 荃灣警署
- 愉景新城
- 荃灣（愉景新城）巴士總站
- 荃景圍花園
- 荃景圍體育館
- 中染新城
- 中華電力美環街變電站
- 時貿中心
- 港鐵荃灣車廠
- 荃灣政府合署
- 荃灣公共圖書館

## 車禍
2010年7月4日，一六旬婦人在美環街近愉景新城附近從一輛七人車下車，下車後突被當時一輛從後高速駛前的過境巴士猛撞，該名婦人被飛彈三公尺致頭部重創，送院後證實不治。經警方調查後，一名涉案男司機被控以涉嫌危險駕駛導致他人死亡而被警方拘捕。